# Olivier Boumal
Olivier Junior Boumal (Douala, 9 de julho de 1994) é um futebolista profissional camaronês que atua como defensor.

## Carreira

### Panetolikos
Olivier Boumal se profissionalizou no Panetolikos, em 2010.

## Seleção
Olivier Boumal integrou a Seleção Camaronesa de Futebol na Copa das Confederações FIFA de 2017, na Rússia.

## Títulos
Panetolikos
- Beta Ethniki (1): 2010–11